# Мавродолу
Мавродолу (рум. Mavrodolu) — село у повіті Арджеш в Румунії. Входить до складу комуни Ретешть.
Село розташоване на відстані 75 км на захід від Бухареста, 33 км на південний схід від Пітешть, 118 км на схід від Крайови, 111 км на південь від Брашова.

## Населення
За даними перепису населення 2002 року у селі проживали 252 особи, усі — румуни. Усі жителі села рідною мовою назвали румунську.